# Gianni Schicchi
Gianni Schicchi je komična opera v enem dejanju Giacoma Puccinija. Libreto je spisal Giovacchino Forzano. Opera je tretje po vrsti predvideno delo v sklopu triptiha, ki ga sestavljata še enodejanki Plašč in Sestra Angelika. Krstna predstava je bila 14. decembra 1918 v newyorški Metropolitanski operi. Dirigent predstave je bil Roberto Moranzoni. Puccini je kmalu po krstu triptiha privolil, da se lahko opere uprizarjajo tudi posamezno. 
Opera Gianni Schicchi je tako pogosto v sporedih opernih gledališč, saj je po mnenju kritike ravno to delo najprepričljivejše. Tako je bila v Ljubljani opera samostojno izvedena v sezonah 1938/1939 in 1955/1956 (prvič skupaj s Čajkovskega Jolanto, drugič z Martinůjevo Ženitvijo).
Sicer je bila prva slovenska izvedba triptiha že v sezoni 1921/1922 na odru ljubljanske Opere pod glasbenim in režijskim vodstvom Fridrika Rukavine.
Najbolj znana melodija iz opere je Laurettina arija O mio babbino caro.

This page might be unauthorized.

ERROR 410

## Osebe
- Gianni Schicchi - bariton
- Lauretta, njegova hči - sopran
- Zita, imenovana »Stara«
- Rinuccio, Zitin nečak - tenor
- Gherardo, Donatijev nečak
- Nella, njegova žena - sopran
- Gherardino, njun sin
- Betto iz Signe, Donatijev svak - bas
- Simon, Donatijev očim
- Marko, njegov sin
- Ciesca, Markova žena
- Magister Spinelloccio, zdravnik
- Gospod Amantio di Nicolao, notar
- Pinellino, čevljar - bas
- Guccio, barvar

## Vsebina
Godi se v Florenci leta 1299.
Buoso Donati, premožni mož, je ravnokar umrl. Njegovo truplo leži v postelji. Sorodniki so se zbrali in nestrpno iščejo pokojnikovo oporoko. Silno so radovedni, kakšna je bila njegova poslednja volja, obhajajo jih slutnje, da v testamentu ni vse tako, kakor bi si želeli. Naposled najdejo oporoko in kmalu ugotovijo, da se je v njej le malo spomnil svojih sorodnikov, saj je večino svojega premoženja zapustil samostanu. Vsi so razočarani. Rinuccio, Zitin nečak, ki je našel oporoko, si izprosi dovoljenje, da bi se smel poročiti s Schicchijevo hčerko Laureto. V upanju, da se ga bo bodoči tast spomnil, pošlje ponj, ki bi edini našel izhod iz težkega položaja. 
Schicchi pride s svojo hčerko Laureto ter zagleda razočarane sorodnike. Kmalu mu postane vse jasno. Čeravno so se ga sorodniki sprva otepali, se sedaj dogovorijo, da vzame Schicchi zadevo v svoje roke. Upanja sicer ni mnogo, da bi se zadeva posrečila, toda Schicchi hoče vendarle poskusiti. Najprej ugotovi, da v mestu še nihče ne ve, da je Buoso izdihnil. Zato ukaže odnesti njegovo truplo in se sam uleže v posteljo, da bo odigral zadnje Buosove ure. Šele sedaj se jim posveti, da namerava Schicchi oporoko spremeniti. Zdravnik Spinelloccio, ki je prišel obiskat svojega pacienta, spozna že po glasu, da gre Buosu na bolje in se zadovolji s prošnjo, naj se ponovno vrne zvečer. Rinuccio pošlje po notarja. Schicchi se preobleče, navidezno žalujoči sorodniki mu izrekajo želje po čim večjem deležu zapuščine. 
Cerkeni zvon zapoje, vsi se prestrašijo, ker mislijo, da se je zvedelo za Buosovo smrt. Toda zvonček zvoni drugemu človeku. Schicchi je pripravljen ustreči vsem, toda dolžnost mu narekuje opozoriti vse na zakon, ki pravi, da kdor bo potvarjal v svojo korist testamente, zlorabljal oporoko in kdor bi v tem pomagal, bo obsojen na izgubo roke in za vselej izgnan iz Florence. Tako jih opozarja Schicchi, nato jim zapoje v svarilo in v opomin še pesmico obsojencev Adijo Florenca. 
Notar vstopi. Schicchi narekuje novo oporoko, v začetku v zadovoljstvo vseh navzočih. Sprva zahteva, naj njegov pogreb ne stane več kakor tri forinte, nadalje mestnim revam zapušča, kakor tudi dobrodelnim ustanovam nove štiri lire. Ko pa pridejo na vrsto hiša v Florenci, mula in mlini, ki da jih zapušča Buoso svojemu dragemu prijatelju Schicchiju, se sorodniki silno razburijo. Šele pesem pregnanih ponarejevalcev oporok, ki jo Schicchi zapoje v svarilo, jih spravi k zavesti. Notar zaključi oporoko, priče jo podpišejo, nato odidejo. Ko ostanejo sami, zlijejo na Schicchija vso jezo, ker jih je osleparil za najboljše reči iz Buosove zapuščine. Bitko odloči Buosova palica v roki odločnega Schicchija. Laureta in Rinuccio, ki nista bila soudeležena pri vsej tej komediji, se veselita svoje bodoče sreče, Schicchi pa je zadovoljen, da jima je preskrbel lepo prihodnost. Buosovi denarci niso mogli priti v boljše roke, pa čeprav ga je zaradi tega obsodil Dante v pekel, kljub temu pa upa Schicchi, da je zadovoljil vsaj občinstvo, ki mu bo gotovo oprostilo.

## Glasbeni primer
- Arija Laurette v izvedbi Anne Netrebko